# Dichagyris tyrannus
Dichagyris tyrannus là một loài bướm đêm trong họ Noctuidae.